# Теза за османския упадък
Тезата за османския упадък (на турски: Osmanlı Gerileme Tezi) е отхвърлена от съвременната историография концепция за общия ход на историята на Османската империя, която е доминираща в османистиката до 70-те години на XX век.
Според тезата за османския упадък, след „Златният век на Сюлейман Великолепни“, империята постепенно навлиза в период на всеобхватна стагнация и упадък, от който никога не успява да се възстанови, и който продължава до разпадането на Османската империя през 1923 г. Тезата е господстваща през XX век в западноевропейската и турската историография, въпреки че през 1978 г. историците започват да се съмняват във фундаменталните допускания на тезата за упадъка.
След публикуването на многобройни нови изследвания по история на Османската империя през 1980-те, 1990-те и 2000-те години, се достига до научен консенсус за отхвърлянето ѝ.
Първи глашатаи на тезата за упадъка на османската държава са самите османски интелектуалци. Още през XVII век литературният жанр на насихатнаме или „Напътствия към принцовете“ залага тезата. Литературно управлението на Сюлейман Великолепни се издига еталонно за своеобразен връх в литературния жанр и по този начин се създава една идеализирана представа за „последващия упадък“. Тази теза съвпада с оценките на Димитрие Кантемир в неговата „История образования и падения Оттоманской империи“ (на латински: Anatationes increraenta et decrementa Aulae Othomanicae), която е преведена на английски през 1734 г. и оттук намира радушен безкритичен повсеместен прием във всеобщата историография и османистика. През XIX век тезата е споделена и от Йозеф фон Хамер, който знаейки османотурски намира нейното „препотвърждение“ от османските писатели на насихатнаме.
Последният стожер на тезата е Бърнард Луис, който никога не се отказва от тезата, че Османската империя е преживяла всеобхватен упадък, засягащ османското публично управление, общество и цивилизация през XVII век, който упадък съвпада с „общата криза“.
Тезата за упадъка на Османската империя е заменена от новата теза за трансформация на Османската империя (1550 – 1700), като османската историография разглежда Османската империя до първата половина на XVIII век, като държава която не се намира в упадък.